# ジョアンナ (スコット・ウォーカーの曲)
「ジョアンナ」(Joanna) は、作詞作曲チームであったイングランド人夫妻、トニー・ハッチとジャッキー・トレントが、1968年にアメリカ人のシンガーソングライター、スコット・ウォーカーのために書き下ろした楽曲。この曲はウォーカーにとって、イギリスにおける2枚目のソロ・シングルとなった。伴奏は、ピーター・ナイトが指揮した。
作詞作曲のクレジットはハッチとトレントになっているが、ジャーナリストのジョー・ジャクソン (Joe Jackson) の記事「The Fugitive Kind」によると、歌詞の中の重要な一部はウォーカーが書いたものだという。ウォーカーはジャクソンに、「歌詞の "lived in your eyes completely" のところは全部僕がやったし、締めくくりの1行 "you may remember me and change your mind" も僕が書いた」と述べたとされる。
「ジョアンナ」はヒットして、ウォーカーの代表作のひとつとなり、全英シングルチャートに11週とどまり、1968年6月には最高7位まで上昇した。この曲のインストゥルメンタル版は、1969年にウォーカーが出演した英国放送協会 (BBC) のテレビ・シリーズ『Scott』のテーマ曲として用いられた。
シングルのB面には、1967年のアルバム『スコット (Scott)』に収録されていた「Always Coming Back to You」が収められた。B面の伴奏は、レグ・ゲスト (Reg Guest) が指揮した。
日本盤シングルのB面には、イギリスなどでは既に1967年に「ジャッキー (Jackie)」のB面曲として発表されていた「ザ・プレイグ (The Plague)」が収められた。

## トラックリスト
「S. Engel」はスコット・ウォーカーの別名義。
| #  | タイトル                      | 作詞・作曲               | 時間 |
| -- | ----------------------------- | ------------------------ | ---- |
| 1. | 「Joanna」                    | Tony Hatch, Jackie Trent | 3:49 |
| 2. | 「Always Coming Back To You」 | S. Engel                 | 2:40 |

| #  | タイトル                      | 作詞・作曲               | 時間 |
| -- | ----------------------------- | ------------------------ | ---- |
| 1. | 「ジョアンナ / Joanna」       | Tony Hatch, Jackie Trent | 3:49 |
| 2. | 「ザ・プレイグ / The Plague」 | S. Engel                 | 3:32 |

## チャート
| チャート（1968年）            | 最高位 |
| ----------------------------- | ------ |
| イギリス 全英シングルチャート | 7。    |